# 1749 год в науке
В 1749 году произошли различные научные и технологические события, некоторые из которых представлены ниже.

## События
- 12 апреля — официальное открытие Библиотеки Рэдклиффа в Оксфорде, построенной по завещанию врача Джона Рэдклиффа[англ.] (умер в 1714).
- 12 апреля — Леонард Эйлер находит первое доказательство теоремы Ферма о суммах двух квадратов, основанное на методе бесконечного спуска.
- Пер (Петер) Вильгельм Варгентин назначен секретарём Шведской королевской академии наук в Стокгольме, должность, которую он будет занимать до своей смерти в 1783 году.
- Опубликована в Париже работа «La figure de la terre» французского физика, астронома Пьера Бугера.
- Опубликована работа «Теория Земли» французского натуралиста, биолога, математика, естествоиспытателя и писателя XVIII века, Жоржа-Луи Леклерка, графа де Бюффона.

## Награды
- Медаль Копли: Джон Гаррисон, английский изобретатель и часовщик.

## Родились
- 4 февраля — Томас Эрншоу[англ.], английский часовщик (умер в 1829).
- 23 марта — Пьер-Симон, маркиз де Лаплас, французский математик, механик, физик и астроном (умер в 1827).
- 17 мая — Эдвард Энтони Дженнер, английский врач, разработал первую в мире вакцину — против натуральной оспы (умер в 1823).
- 6 сентября — Бенджамин Белл[англ.] — шотландский хирург (умер в 1806).
- 25 сентября — Абраам Готлоб Вернер — немецкий геолог, родоначальник школы нептунистов. (умер в 1817).
- 3 ноября — Даниель Рутерфорд — шотландский врач, химик и ботаник (умер в 1819).

## Скончались
- 10 сентября — Габриэль Эмили Ле Тоннелье де Бретеиль, маркиза Дю Шатле, французский математик и физик (р. 1706).
- 23 декабря — Марк Кейтсби, английский натуралист (р. 1682).